# Aeroportul Xingyi Wanfenglin
Aeroportul Xingyi Wanfenglin (IATA: ACX, ICAO: ZUYI) este un aeroport din Guizhou, Republica Populară Chineză ce deservește zona Xingyi⁠(d). Aeroportul a fost tranzitat în 2022 de 516.808 pasageri. A fost deschis în 2004 și numit după zona deservită.
Aeroportul dispune de o singură pistă.